# Noriyuki Sakemoto
Noriyuki Sakemoto (japanisch 酒本 憲幸 Sakemoto Noriyuki; * 8. September 1984 in der Präfektur Wakayama) ist ein japanischer Fußballspieler.

## Karriere
Sakemoto erlernte das Fußballspielen in der Schulmannschaft der Hatsushiba Hashimoto High School. Seinen ersten Vertrag unterschrieb er 2003 bei den Cerezo Osaka. Der Verein spielte in der höchsten Liga des Landes, der J1 League. 2003 erreichte er das Finale des Kaiserpokal. Am Ende der Saison 2006 stieg der Verein in die J2 League ab. 2009 wurde er mit dem Verein Vizemeister der J2 League und stieg wieder in die J1 League auf. Am Ende der Saison 2014 stieg der Verein in die J2 League ab. Am Ende der Saison 2016 stieg der Verein wieder in die J1 League auf. 2017 gewann er mit dem Verein den J.League Cup und Kaiserpokal. Für den Verein absolvierte er 279 Ligaspiele. 2019 wechselte er zum Zweitligisten Kagoshima United FC. Am Ende der Saison 2019 stieg der Verein in die J3 League auf.

## Erfolge
Cerezo Osaka
- J. League Cup: 2017
- Kaiserpokal: 2017